# 九輻南鰍
九輻南鰍（學名：Schistura novemradiata）為輻鰭魚綱鯉形目條鰍科南鰍屬的其中一種。分布於亞洲寮國南塔河淡水流域，體長可達5.7公分，棲息在河川底層水域，生活習性不明。

## 扩展阅读
維基物種上的相關：九輻南鰍